# Triplet du calcium
Le triplet du calcium (en anglais : infrared triplet of singly ionized calcium) ou triplet infrarouge de Ca II, (Ca II infrared triplet,, Ca II IRT) est un ensemble de trois raies spectrales du calcium ionisé observées en spectroscopie infrarouge aux longueurs d'onde de 849,8, 854,2 et 866,2 nm. Le triplet est généralement observé en absorption chez les étoiles de type spectral A à M.

## Notation
Le triplet est noté : Ca II IRT: λ = 8498, 8542, 8662 Å, où :
- Ca II est l'ion calcium (Ca+) ;
- IRT est l'abréviation de l'anglais infrared triplet ;
- 8498, 8542 et 8662 sont les longueurs d'onde (λ) en ångström (Å).